# Emmet Township (Iowa)
Emmet Township est un township, du comté d'Emmet en Iowa, aux États-Unis,,.
Le township porte le nom du comté. Il est créé avant 1876 mais la date précise n'est pas connue car les archives ont disparu en raison de l'incendie du palais de Justice.

## Source de la traduction
- (en) Cet article est partiellement ou en totalité issu de l’article de Wikipédia en anglais intitulé « Emmet Township, Emmet County, Iowa » (voir la liste des auteurs).